# الرابطة التونسية الثانية لكرة القدم للسيدات
الرابطة التونسية الثانية لكرة القدم للسيدات (بالفرنسية: Championnat de Tunisie féminin de football de deuxième division)‏، وهي بطولة الدرجة الثانية لكرة القدم للسيدات في تونس تنظمها الجامعة التونسية لكرة القدم والرابطة الوطنية لكرة القدم النسائية.

## سجل البطولة

### المواسم
| الموسم  | البطل                                                                                          |                              |
| ------- | ---------------------------------------------------------------------------------------------- | ---------------------------- |
| 2004–05 | الملعب النسائي بصفاقس                                                                          |                              |
| 2005–06 | الرباط الرياضي المنستيري                                                                       |                              |
| 2006–07 | لبتيس الرياضية النسائية بلمطة                                                                  |                              |
| 2007–08 | الجمعية الرياضية للبريد والبرق والهاتف ببنزرت                                                  |                              |
| 2008–09 | الملعب النسائي بالقيروان                                                                       |                              |
| 2009–10 | الأمل الرياضي النسائي بالجديدة (مجموعة الشمال) الجمعية الرياضية النسائية بقفصة (مجموعة الجنوب) |                              |
| 2010–11 | لم تلعب بسبب الثورة التونسية                                                                   | لم تلعب بسبب الثورة التونسية |
| 2011–12 | لم تلعب بسبب الثورة التونسية                                                                   | لم تلعب بسبب الثورة التونسية |
| 2012–13 | الحي الجامعي باردو II                                                                          |                              |
| 2013–14 | المجد الرياضي بسيدي بوزيد                                                                      |                              |
| 2014–15 | الجمعية الرياضية النسائية بسوسة                                                                |                              |

## روابط خارجية
- الموقع الرسمي للجامعة التونسية لكرة القدم.
- الرابطة التونسية الثانية لكرة القدم للسيدات على موقع مؤسسة إحصاءات وثيقة لرياضة كرة القدم